# Üru
Koordinaten: 58° 22′ N, 22° 10′ O
Üru (deutsch Uerro) ist ein Dorf (estnisch küla) auf der größten estnischen Insel Saaremaa. Es gehört zur Landgemeinde Saaremaa (bis 2017: Landgemeinde Kihelkonna) im Kreis Saare.

## Einwohnerschaft und Lage
Das Dorf hat neun Einwohner (Stand 31. Dezember 2011). Es liegt 22 Kilometer nordwestlich der Inselhauptstadt Kuressaare.
Nordöstlich des Dorfkerns befindet sich der beliebte Badesee Karujärv.

## Geschichte
Der Ort wurde erstmals im Jahr 1572 unter dem Namen Irro urkundlich erwähnt.